# Laspeyria sinuata
Laspeyria sinuata är en fjärilsart som beskrevs av Fabricius 1777. Laspeyria sinuata ingår i släktet Laspeyria och familjen nattflyn. Inga underarter finns listade i Catalogue of Life.